# Space Shuttle Columbia
Lo Space Shuttle Columbia (designazione NASA OV-102) fu il secondo orbiter costruito nell'ambito del programma Space Shuttle dopo l'Enterprise. Fu però il primo a volare nella missione STS-1 compiuta tra il 12 e il 14 aprile 1981. Il 1º febbraio 2003 il Columbia si disintegrò nell'atmosfera durante il volo di rientro dalla sua ventottesima missione (STS-107). Tutti e sette gli astronauti morirono nell'incidente.

## Storia
La costruzione del Columbia iniziò nel 1975, a Palmdale, in California. Venne chiamato così in onore della nave capitanata da Robert Gray che esplorò il Pacifico nord occidentale e divenne il primo vascello statunitense a circumnavigare il globo. Il nome Columbia, inoltre, ricorda il modulo di comando della missione Apollo 11. Completata la costruzione l'orbiter venne portato al John F. Kennedy Space Center il 25 marzo 1979.
Il 19 marzo 1981, prima del lancio inaugurale, due tecnici rimasero uccisi e quattro feriti durante un test a terra sull'orbiter. Il primo volo del Columbia fu comandato da John Watts Young (un veterano dello spazio proveniente dai programmi Gemini e Apollo) e pilotato da Robert Crippen, mai stato nello spazio in precedenza, ma appartenente all'equipaggio di supporto per missioni Skylab e Apollo-Sojuz.
Nel 1983 il Columbia venne lanciato per la prima missione (STS-9) con 6 astronauti a bordo, incluso il primo non-americano a bordo di uno Shuttle, il Tedesco Ulf Merbold. Il 12 gennaio 1986 il Columbia decollò con il primo astronauta ispanico, Franklin Chang-Diaz. Il 5 marzo 1998 la NASA nominò il tenente colonnello Eileen Collins come comandante di una futura missione Columbia, missione che rese Collins la prima donna a comandare uno Space Shuttle.

## La missione finale

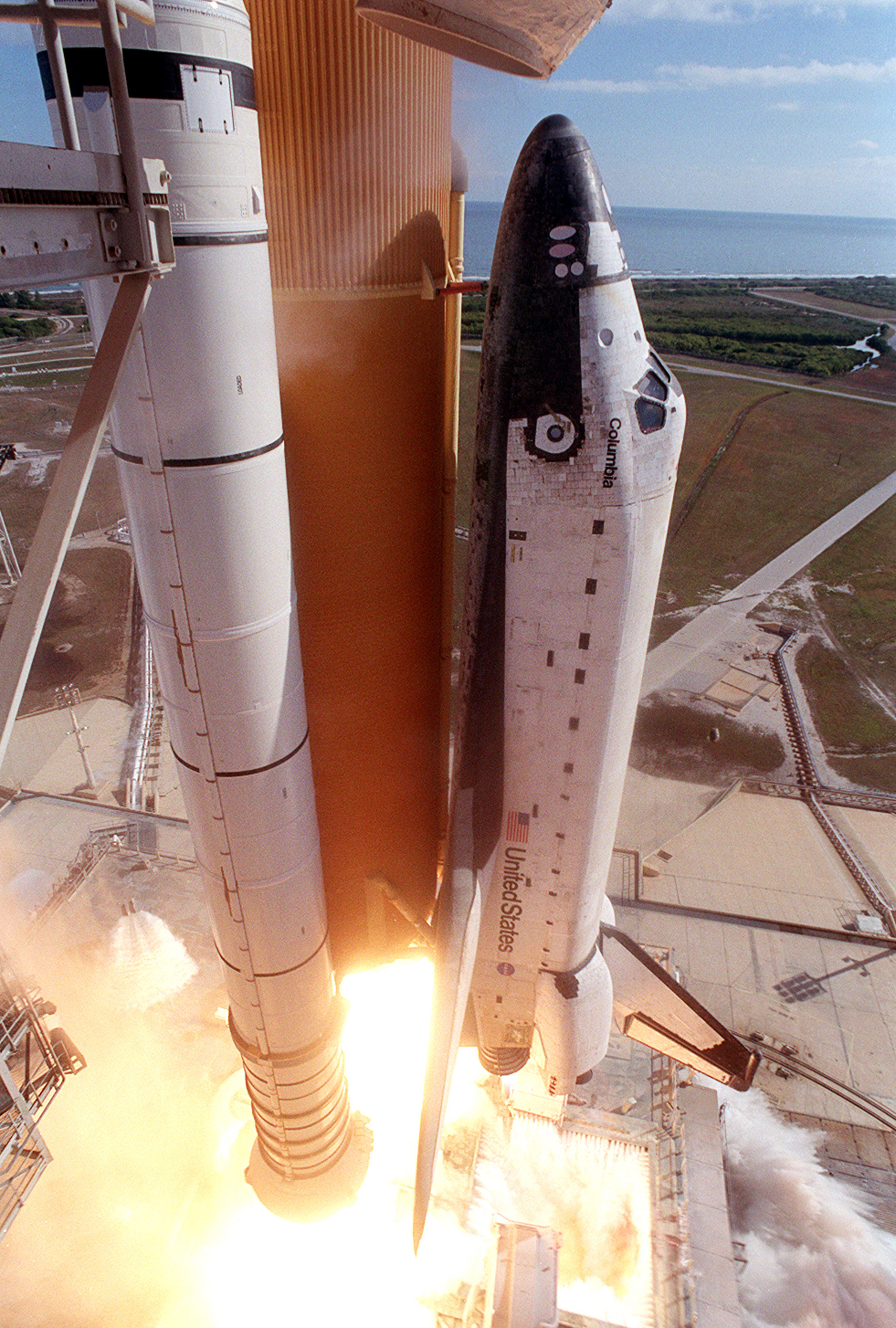
Il lancio dell'ultima missione del Columbia

Durante la sua ultima missione, il Columbia trasportava a bordo il primo astronauta israeliano, Ilan Ramon e la prima astronauta donna indiana, Kalpana Chawla. Gli altri membri dell'equipaggio erano Rick Husband (comandante), Willie McCool (pilota), Michael Anderson, Laurel Clark e David Brown.
La mattina del 1º febbraio 2003, il Columbia stava rientrando in atmosfera dopo una missione scientifica di 16 giorni. La NASA perse i contatti radio alle 9:00 a.m. (meridiano est degli Stati Uniti), appena pochi minuti prima dell'atterraggio programmato alle 9:16 nel Kennedy Space Center in Florida. Diverse riprese video mostrarono i resti del Columbia in fiamme nei cieli del Texas, a un'altitudine approssimativa di 63 km e a una velocità di circa 20.160 km/h (5,6 km/s). I detriti e i rottami sono stati raccolti in silos missilistici in disuso (decommissionati) alla Cape Canaveral Air Force Station.
Dall'analisi delle immagini della partenza dello Shuttle si è potuto vedere che un blocco di schiuma solida si era staccato dall'External Tank colpendo il rivestimento dell'ala sinistra della navetta, provocando un foro di circa 25 centimetri che, al rientro, avrebbe permesso al calore di entrare all'interno, indebolendo la struttura portante della navetta fino a renderla ingovernabile, tanto da consentire alle forze aerodinamiche di disintegrarla.

## Voli
Lo Space Shuttle Columbia effettuò 28 missioni, rimase in orbita per 300,74 giorni, completando 4.808 orbite e percorrendo in totale 201.497.772 chilometri, inclusa la missione finale.

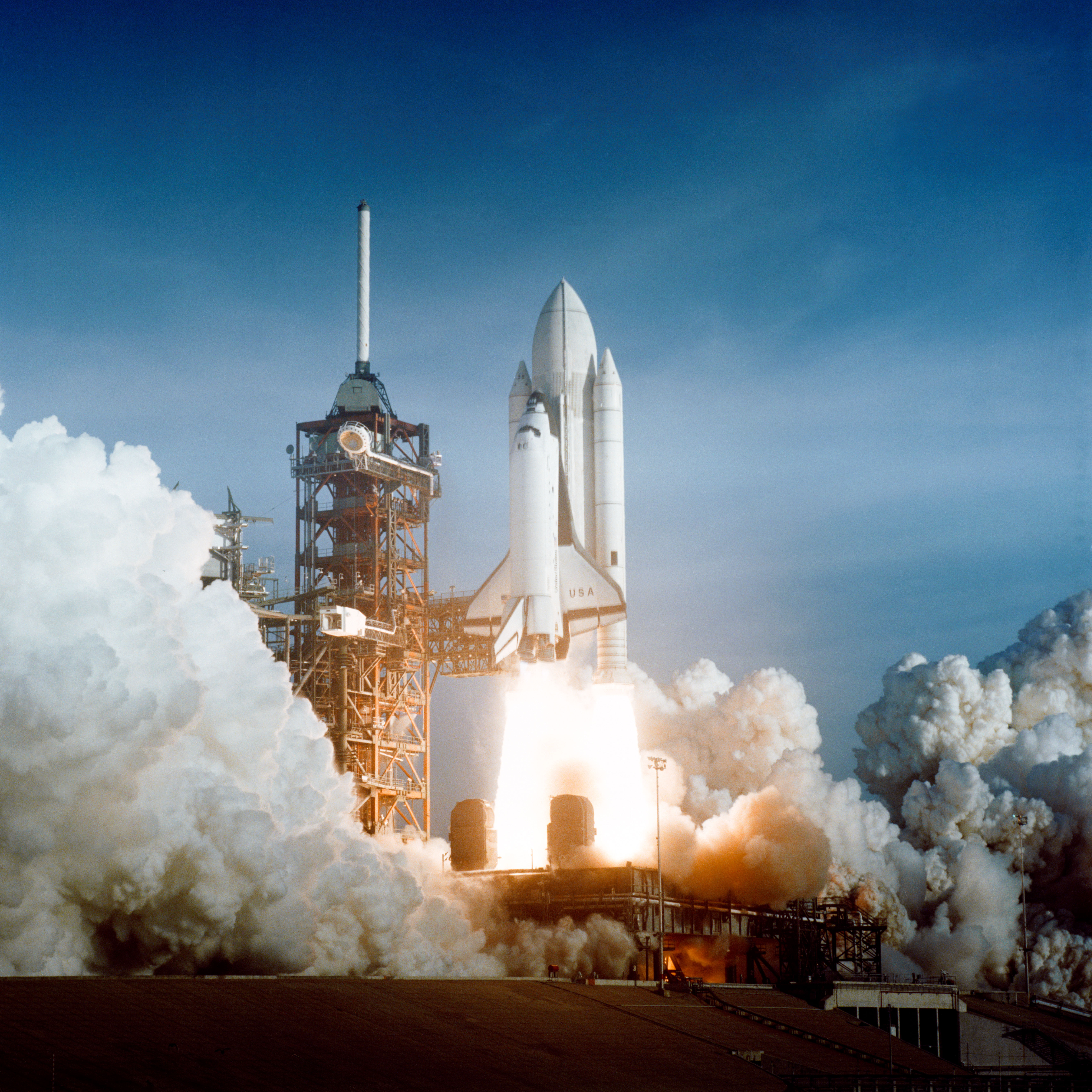
Lancio del Columbia durante la missione STS-1. In origine il serbatoio esterno era dipinto di bianco come chiaramente visibile.

| Data di lancio   | Designazione | Note |
| ---------------- | ------------ | --- |
| 12 aprile 1981   | STS-1        | Prima missione dello Shuttle                                                                                         |
| 12 novembre 1981 | STS-2        | Primo riutilizzo di un veicolo spaziale                                                                              |
| 22 marzo 1982    | STS-3        | Atterraggio al White Sands Missile Range                                                                             |
| 27 giugno 1982   | STS-4        | Ultimo volo di Ricerca e Sviluppo                                                                                    |
| 11 novembre 1982 | STS-5        | Primo volo con 4 membri dell'equipaggio                                                                              |
| 28 novembre 1983 | STS-9        | Primo volo con 6 membri dell'equipaggio                                                                              |
| 12 gennaio 1986  | STS-61-C     | Il Politico statunitense Bill Nelson (Partito democratico-FL) a bordo                                                |
| 8 agosto 1989    | STS-28       | Lancio del KH-11, satellite da ricognizione                                                                          |
| 9 gennaio 1990   | STS-32       | Recupero del Long Duration Exposure Facility                                                                         |
| 2 dicembre 1990  | STS-35       | Trasporto dei telescopi a raggi X e ultravioletti                                                                    |
| 5 giugno 1991    | STS-40       | Quinto Spacelab - Life Sciences-1                                                                                    |
| 25 giugno 1992   | STS-50       | Primo laboratorio di microgravità (USML-1)                                                                           |
| 22 ottobre 1992  | STS-52       | Dispiegamento del Laser Geodynamic Satellite II                                                                      |
| 26 aprile 1993   | STS-55       | Tedesco Spacelab D-2 ricerche sulla microgravità                                                                     |
| 18 ottobre 1993  | STS-58       | Spacelab Life Sciences                                                                                               |
| 4 marzo 1994     | STS-62       | Secondo laboratorio di microgravità (USML-2)                                                                         |
| 8 luglio 1994    | STS-65       | Laboratorio internazionale di microgravità (IML-2)                                                                   |
| 20 ottobre 1995  | STS-73       | United States Microgravity Laboratory (USML-2)                                                                       |
| 22 febbraio 1996 | STS-75       | Tethered Satellite System Reflight (TSS-1R)                                                                          |
| 20 luglio 1996   | STS-78       | Life and Microgravity Spacelab (LMS)                                                                                 |
| 19 novembre 1996 | STS-80       | Terzo volo per il Wake Shield Facility (WSF)                                                                         |
| 4 aprile 1997    | STS-83       | Microgravity Science Laboratory (MSL)                                                                                |
| 1º luglio 1997   | STS-94       | Microgravity Science Laboratory (MSL)                                                                                |
| 19 novembre 1997 | STS-87       | United States Microgravity Payload (USMP-4)                                                                          |
| 13 aprile 1998   | STS-90       | Neurolab - Spacelab                                                                                                  |
| 23 luglio 1999   | STS-93       | Dispiegamento del Chandra X-ray Observatory                                                                          |
| 1º marzo 2002    | STS-109      | Missione di servizio al Telescopio spaziale Hubble                                                                   |
| 16 gennaio 2003  | STS-107      | Shuttle distrutto durante la missione di rientro il 1º febbraio 2003, tutti e sette gli astronauti rimangono uccisi. |